# 池田大助捕物日記
『池田大助捕物日記』（いけだだいすけとりものにっき）は、野村胡堂の小説。

## あらすじ
江戸南町奉行所の与力見習いである池田大助が、南町奉行の大岡忠相のもとで幾多の難事件を次々と解決していく様を描いた作品。

## テレビドラマ
1974年10月6日から1975年3月30日までフジテレビの『白雪劇場』枠で放送。製作：関西テレビ。全26話。小西酒造の一社提供。放送時間は毎週日曜 21:00 - 21:55 （日本標準時）。
関西テレビ製作ドラマであるが、撮影は東京都新宿区河田町のフジテレビ旧社屋にあったスタジオで行われていた。
本作の終了後、『白雪劇場』枠と『どてらい男』の放送枠入れ替えが行われた。これにより、『白雪劇場』枠最後の作品『けんか安兵衛』（松方弘樹主演版）は火曜22時台での放送となった。

### キャスト
- 池田大助：五代目中村勘九郎
- 大岡忠相：田村高廣
- つう：吉沢京子
- お香：小鹿みき
- 浜田光夫
- なべおさみ
- 山城新伍
- 波江：扇千景
- 周吉：荻島真一
- 堺左千夫
- 坂口良子
- 田崎潤
- 本堂：河原崎長一郎
- 石井富子

### スタッフ
- 原作：野村胡堂
- 脚本：星川清司、結束信二
- 演出：内海佑治、岡林可典
- 制作：関西テレビ

### 放送日程
| 話数   | 放送日         | サブタイトル           | 脚本     | 演出     | ゲスト                                                                     |
| ------ | -------------- | ---------------------- | -------- | -------- | -------------------------------------------------------------------------- |
| 第1話  | 1974年 10月6日 | 若い与力               | 星川清司 | 内海佑治 | 池田十兵衛：浜村純                                                         |
| 第2話  | 10月13日       | 長太郎は見た           | 星川清司 | 内海佑治 | 佐藤友美                                                                   |
| 第3話  | 10月20日       | 怨み忘れがたく候       | 星川清司 | 内海佑治 | 伝十郎：有島一郎 / たみ：南風洋子 / 本阿弥周子                             |
| 第4話  | 10月27日       | 幼なじみ               | 星川清司 | 内海佑治 | 徳兵衛：田中明夫 / 天本英世 / 黒部進                                       |
| 第5話  | 11月3日        | 閨（ねや）の客         | 星川清司 | 内海佑治 | 又五郎：鹿内孝 / さわ：新橋耐子                                            |
| 第6話  | 11月10日       | おんな殺し             | 星川清司 | 内海佑治 | 榊ひろみ / 善之助：高津住男                                                |
| 第7話  | 11月17日       | 闇の中の囁き           | 星川清司 | 内海佑治 | 友次：頭師佳孝 / ロミ・山田                                                |
| 第8話  | 11月24日       | 火あぶり               | 星川清司 | 内海佑治 | 政五郎：横内正 / お久：亀井光代                                            |
| 第9話  | 12月1日        | 五平次そば             | 星川清司 | 内海佑治 | 五平次：待田京介 / 原良子                                                  |
| 第10話 | 12月8日        | 三尺高い空の上         | 星川清司 | 内海佑治 | 前田吟 / 下條アトム                                                        |
| 第11話 | 12月15日       | 萬年橋裏通り           | 星川清司 | 内海佑治 | 大和田伸也 / 田島義文 / 内藤武敏 / 今井美佐子                              |
| 第12話 | 12月22日       | おやじの十手           | 星川清司 | 内海佑治 | 津川雅彦 / 山形勲 / 浅香春彦 / 津田京子 / 根岸明美                         |
| 第13話 | 12月29日       | 大つごもり             | 星川清司 | 内海佑治 | 小松方正 / 柴田侊彦 / 川口英樹 / 長谷川待子 / 堀勝之祐 / 天野新士 / 小瀬格 |
| 第14話 | 1975年 1月5日  | 年の初めの雪あかり     | 星川清司 | 岡林可典 | 加賀邦男 / 水沢有美                                                        |
| 第15話 | 1月12日        | 氷雨の町               | 星川清司 | 岡林可典 | 安井昌二 / 磯村みどり / 沢村正一                                           |
| 第16話 | 1月19日        | 狂い咲きの男           | 星川清司 | 岡林可典 | 伊佐山ひろ子 / 佐々木剛 / 十朱久雄                                         |
| 第17話 | 1月26日        | 目撃した女             | 星川清司 | 岡林可典 | 堀越陽子 / 大林隆介 / 松風はる美                                           |
| 第18話 | 2月2日         | おはじきの女           | 星川清司 | 岡林可典 | 山口いづみ                                                                 |
| 第19話 | 2月9日         | やくざのくれた金       | 星川清司 | 岡林可典 | 綿引洪 / 水野哲 / 寄山弘                                                   |
| 第20話 | 2月16日        | 春寒の女               | 星川清司 | 岡林可典 | 矢之助：尾藤イサオ / 武原英子 / 山本麟一                                   |
| 第21話 | 2月23日        | 逢魔のとき             | 星川清司 | 岡林可典 | 小里：高沢順子 / 岩吉：蟹江敬三 / 伊三郎：安部徹 / 千之助：林ゆたか        |
| 第22話 | 3月2日         | 残陽上野広小路         | 結束信二 | 岡林可典 | 孫兵衛：垂水悟郎 / 石橋蓮司                                                |
| 第23話 | 3月9日         | 銀のかんざし           | 結束信二 | 岡林可典 | 庄吉：松山省二 / おりん：円山理英子 / おせつ：池上季実子                   |
| 第24話 | 3月16日        | おふくろなんかいらない | 結束信二 | 岡林可典 | 銀次：中尾彬 / 宝生あやこ                                                  |
| 第25話 | 3月23日        | 帯は切られた           | 結束信二 | 岡林可典 | 文太：手塚茂夫 / 小瀬格 / 加藤和恵 / 木村元                                |
| 第26話 | 3月30日        | 江戸の潮騒             | 結束信二 | 岡林可典 | 上田：小沢栄太郎 / 上田国太郎：岩永一陽                                    |